# Elise van Calcar

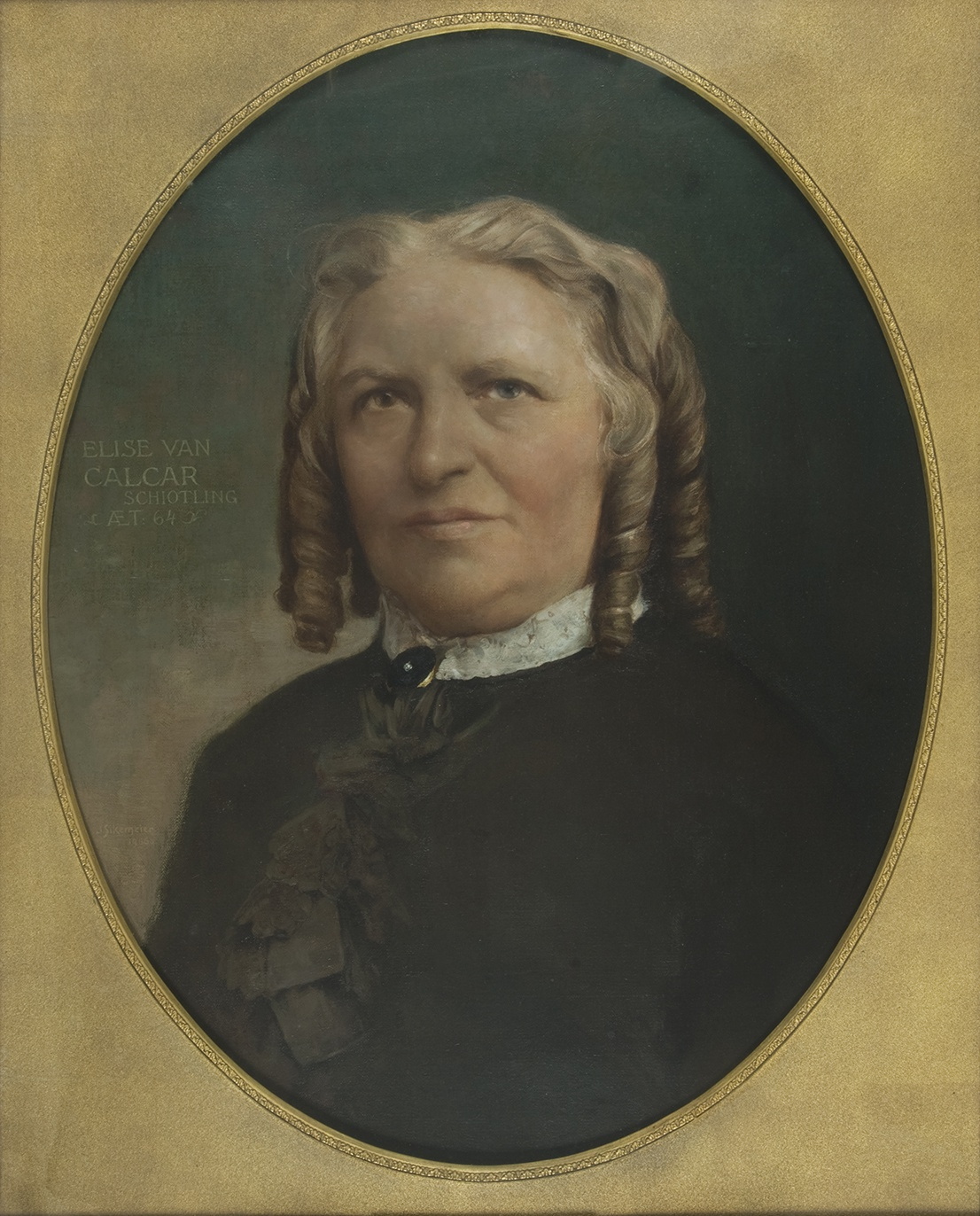
Elise van Calcar

Elise van Calcar, eigentlich Eliza Carolina Ferdinanda Schiotling (* 19. November 1822 in Amsterdam; † 13. Juli 1904 in Den Haag), war eine niederländische Schriftstellerin, Pädagogin und Feministin.

## Leben
Elise Schiotling wurde als uneheliche Tochter von Anna Carolina Fleisch Haker, später geändert in Fleischacker, am 19. November 1822 in Amsterdam geboren. Ihre Mutter war die Tochter eines Unternehmers, ihr mutmaßlicher Vater war Johannes Schiotling, er hatte sein Studium abgebrochen und arbeitete als Übersetzer. Als Elise 5 Jahre alt war, wurde ihr Nachname offiziell in Schiotling geändert. Sie besuchte die französische Schule und besaß ein gutes Gedächtnis und eine lebhafte Fantasie. Von 1832 bis 1836 lebte sie in Barneveld, wo ihre Mutter als Wunderheilerin tätig war. Zurück in Amsterdam erlangte Elise Schiotling 1838 das Zertifikat als Hilfslehrerin. Eigentlich gehörte sie der niederländisch-reformierte Kirche an, schloss sich 1839 den Sezessionisten an. Anschließend engagierte sie sich in Réveil-Kreisen, wo sie Isaäc da Costa kennenlernte. Elise Schiotling arbeitete nun als Gouvernante und erlangte 1845 ihr Diplom als Schulwartin.

### Schriftstellerin
Ab 1842 veröffentlicht Elise Schiotling Gedichte und Geschichten für Kinder. Animiert durch Da Costa widmete sie sich ab 1848 der Literatur. In ihrem Roman „Hermine“ (1850), stellte sie sich gegen den Dogmatismus, der zu der Zeit das kirchliche Leben beherrschte. Sie gewann 1852 einen Wettbewerb der Maatschappij tot Nut van 't Algemeen, mit einer Schrift über die Behandlung von Bediensteten. Im Haus des Offenbarungspredigers O.G. Heldring lernte sie 1852 Herman Carel van Calcar kennen, den damaligen Hauslehrer der Familie Ledeboer in Tilburg. Sie heirateten am 6. Mai 1853 in Amsterdam. Danach ließen sie sich in Leur bei Breda nieder. Dort hatte Herman van Calcar eine unrentable Ziegelfabrik gekauft. Sie lebten hauptsächlich von den Büchern, die Elise van Calcar veröffentlichte. Dazu gehörten historische Romane wie Eene star in dennacht von 1853 und Romane wie Evangeline von 1854 über die sozio-religiöse Berufung von Frauen. Ihre Luther-Biografie war aufgrund der Konkurrenz durch ein ähnliches Buch von P. Hofstede de Groot kein Erfolg. In ihrem Schlüsselroman De thirteende von 1857 kritisierte sie ihn und andere niederländische Theologen.

### Pädagogin
Bei Heldring lernte Elsie van Calcar 1858 Bertha von Marenholtz-Bülow kennen. Diese hing den pädagogischen Ideen Friedrich Fröbels an. Sie beschloss, seine Ideen in den Niederlanden bekannt zu machen. Aufsehen erregte sie 1860 mit einer Vortragsreihe über die Entwicklung kleiner Kinder und die Art und Weise, wie ein Kindergarten diese fördern könnte. Sie betrat damit als erste Frau in den Niederlanden öffentlich eine Kanzel. In den Jahren 1861–1862 veröffentlichte sie diese Texte unter dem Titel „Unsere Entwicklung oder die Macht der ersten Eindrücke“. Nach ihrer Überzeugung habe Gott bereits alles in die Natur des Kindes gelegt, sodass Pädagogen die Individualität jedes Kindes und den Entwicklungsstand, in dem es sich befand, berücksichtigen müssen. Diese Gedanken veröffentlichte sie auch in ihrer Monatszeitschrift De Hoop der Toekomst (1860–1866) und im Nederlandsch Opvoedingshuis, einem Musterausbildungsinstitut für Mädchen, das 1865 zunächst in Leiden und später in Wassenaar, wo Herman van Calcar Bürgermeister war, ansässig war. Der Plan dafür hatte um 1870 teilweise die Debatte über die weiterführende Bildung für Mädchen initiiert. Das Institut musste 1873 schließen. Im selben Jahr wurde der Preis De dubbele roeping der vrouw vom Verein zur Förderung des produzierenden und handwerklichen Gewerbes verliehen. Elise van Calcar plädierte darin für eine Mädchenbildung im Sinne Fröbels. Sie warnte vor einseitiger intellektueller Bildung und plädierte für die Ausbildung „weiblicher“ Berufe, die auch auf Ehe und Mutterschaft vorbereiten, etwa als Lehrerin in einem Kindergarten.

### Feministin
Auf einer internationalen feministischen Konferenz in Paris sprach Van Calcar 1878 über Fröbel. Dabei wies sie den Vorwurf, seine Methode würde Schulen in Fabriken verwandeln, zurück. Im darauf folgenden Jahr veröffentlichte sie eine Biografie über Fröbel, die in vielen Sprachen erschien. Sie forderte insbesondere von der Frauenbewegung Respekt vor der weiblichen Natur ein. Einen Musterkindergarten hatte sie in ihrem Haus in Den Haag eingerichtet. Dort gab sie auch Kurse für junge Mütter. Darüber schrieb sie in Kindertuin en moederschool welches 1898 veröffentlicht wurde. Das Material wurde später in Het Jong Leven (1905) gesammelt und posthum von Herman van Calcar veröffentlicht.

### Spiritistin
Eine führende Rolle spielte Elise van Calcar auch in der christlichen Spiritualistenbewegung. Die spiritistische Zeitschrift Op de Grenzen van Twee Werelden gab sie als 1877 heraus, die sie größtenteils allein verfasste. In der Zeitschrift schrieb sie auch Berichte über Séancen. Darin entschlüsselte sie die „Botschaften“, die verstorbene Autoritäten auf dem Gebiet der Medizin und Theologie an Medien weitergaben, die von Herman van Calcar in Trance versetzt worden waren.
Elise van Calcar starb an einem Schlaganfall am 13. Juli 1904 in Den Haag.